# Nüscke & Co. AG
Nüscke & Co. AG (właśc. Nüscke & Co., Schiffswerft, Kesselschmiede und Maschinenbauanstalt AG) – stocznia w Szczecinie na Grabowie (wówczas Grabow) w rejonie obecnego Kapitanatu Portu i nabrzeża Arsenał Stoczni Szczecińskiej. W czasach świetności zaliczana do ważniejszych stoczni w Prusach. 
W pierwszej połowie XIX wieku rodzinna firma Nüscke została przeniesiona ze szczecińskiej Łasztowni. Pierwszy statek w stoczni Alberta Nüscke na Grabowie powstał w 1841 roku a stocznia produkowała od 10 do 12 żaglowców i 4 parowce rocznie. W 1891 zbudowano pierwszy statek o żelaznym kadłubie a stocznia rozpoczęła specjalizację w budowie parowców śrubowych, barek i holowników. W 1895 wzbogaciła się o pierwszy dok pływający przeznaczony do remontu jednostek, w 1903 – zbudowano drugi, nowocześniejszy z dźwigami o nośności 60 ton. Zatrudniała w tym czasie ok. 1000 pracowników.
W 1903 roku przekształcono prywatne, rodzinne przedsiębiorstwo w spółkę akcyjną (AG=Actiengesselschaft – spółka akcyjna) a ostatni właściciel firmy, Johann Nüscke wszedł w skład jej rady nadzorczej. Do wybuchu I wojny firma była jedną z najbardziej znanych niemieckich stoczni na rynkach Francji, Rosji, Brazylii, Danii i Szwecji. Wojna wstrzymała rozwój przedsiębiorstwa, ale już w 1921 roku zatrudnienie wynosiło 1700 osób i opracowane zostały plany dalszej ekspansji stoczni.  
Wielki kryzys spowodował m.in. załamanie rynku stoczniowego. Pod koniec lat 20. XX wieku, spółka podupadła i po ogłoszeniu bankructwa w, według różnych źródeł, 1928 lub 1929 r. została wchłonięta przez nowo powstający koncern Deschimag (Deutsche Schiff- und Maschinenbau AG) z Bremy – podobnie, jak stocznia Vulcan z Drzetowa (oraz siedem innych północnoniemieckich przedsiębiorstw z tej branży). W następnym roku tereny i wyposażenie stoczni Nüsckego od Deschimagu odkupił szczeciński armator Emil R. Retzlaff i połączył z założoną przez siebie na Golęcinie w latach 1915-1917 stocznią Ostseewerft (powojenna Morska Stocznia Jachtowa im. Leonida Teligi) tworząc w ten sposób Merkur-Werft GmbH. Nowo powstała stocznia zbankrutowała w 1931 r. a jej teren na Grabowie przejęła sąsiednia Stettiner Oderwerke.